# قائمة البنوك في الجزائر
قائمة البنوك التجارية في الجزائر

| اسم البنك                        | ملكية البنك |         |      |
| -------------------------------- | ----------- | ------- | ---- |
| البنك الوطني الجزائري            | الدولة      | الجزائر | BNA  |
| بنك الجزائر الخارجي              | الدولة      | الجزائر | BEA  |
| بنك التنمية المحلية              | الدولة      | الجزائر | BDL  |
| بنك الفلاحة والتنمية الريفية     | الدولة      | الجزائر | BADR |
| القرض الشعبي الجزائري            | الدولة      | الجزائر | CPA  |
| الصندوق الوطني للتوفير والإحتياط | الدولة      | الجزائر | CNEP |
| الصندوق الوطني للتعاون الفلاحي   | الدولة      | الجزائر | CNMA |

أبناك مشتركة واجنبية
| بنك البركة الجزائر                            | بحريني جزائري | البحرين · الجزائر | Banque Al Baraka Algerie                   |
| المؤسسة المصرفية العربية الجزائر              | بحريني جزائري | البحرين · الجزائر | Bank ABC                                   |
| البنك العربي الجزائر                          | أردني جزائري  | الأردن · الجزائر  | Arab Bank Algeria                          |
| بنك الخليج الجزائر                            | كويتي جزائري  | الكويت · الجزائر  | Gulf Bank Algeria                          |
| بنك الثقة الجزائر                             | كويتي جزائري  | الكويت · الجزائر  | Trust bank Algeria                         |
| بنك الإسكان للتجارة والتمويل الجزائر          | أردني جزائري  | الأردن · الجزائر  | Housing Bank for Trade and Finance Algeria |
| بنك السلام الجزائر                            | البحرين       | البحرين           | Al Salam Bank                              |
| سيتي بنك الجزائر Citibank                     | أمريكي        | الولايات المتحدة  |                                            |
| إتش إس بي سي الجزائر                          | بريطاني       | المملكة المتحدة   | HSBC Algeria                               |
| بنك ناتكسيس الجزائر                           | فرنسي         | فرنسا             | Natixis - Banque                           |
| سوسيتيه جنرال الجزائر                         | فرنسي         | فرنسا             | Societe Generale Algerie                   |
| باريبا الجزائر                                | فرنسي         | فرنسا             | BNP Paribas el Djazair                     |
| قرض الفلاحة وبنك المؤسسات الاستثمارية الجزائر | فرنسي         | فرنسا             | Crédit agricole CIB                        |

المراجع
- Website of the Bank of Algeria (French)

## وصلات خارجية
- الموقع الإلكتروني لبنك الجزائر (بالعربي)
- قائمة البنوك في الجزائر مع الشرح لكل بنك